# Чаухан, Сунидхи
Сунидхи Чаухан (хинди सुनिधि चौहान, англ. Sunidhi Chauhan; род. 14 августа 1983 года, Нью-Дели, Индия) — индийская закадровая исполнительница, чей голос звучит преимущественно в фильмах на хинди (Болливуд). Также записала несколько песен для фильмов на каннада, малаялам, маратхи, панджаби, телугу, тамильском языке и фильмов Пакистана на урду. Начала свою карьеру в кино в 13 лет. Лауреат болливудской кинопремии Filmfare Awards и многих других.
Была судьёй в пятом и шестом сезонах шоу Indian Idol в 2011—2012 годах и инструктором в индийской версии шоу «Голос». Чаухан также появилась в нескольких фильмах в качестве камео.

## Биография
Певица родилась и выросла в Дели. Её отец Душьянт Чаухан был родом из Уттар-Прадеш и работал артистом театра и исполнял роль бога Рамы в рамлиле в течение 12 лет. У Чаухан также есть сестра Сунеха, которая младше её на 16 месяцев.
Девушка пела на семейных встречах с пяти лет, и друзья семьи посоветовали ей заняться пением профессионально. Актриса Табассум посоветовала её отцу отвезти дочь в Мумбаи и представила её композитору Кальянджи. Семья будущей певицы переехала в Мумбаи в 1995 году. Здесь она поступила академию Кальянджи-Ананджи, где провела следующие два года и стала солисткой детской труппы при академии Little Wonders, которая включала 32 юных исполнителей. В это же время она сменила имя с «Нидхи» на «Сунидхи».
Выступая в составе труппы на 40-й церемонии Filmfare Awards, она была замечена композитором Адешем Шривастава, который обеспечил ей дебют в качестве закадровой исполнительницы в фильме Shastra (1996) в дуэте с Удитом Нараяном. Однако следующие два года она участвовала в основном в записи фоновой музыки, поскольку её голос стал проходить возрастные изменения.
В том же 1996 году Сунидхи участвовала в музыкальном теле-шоу Meri Awaz Suno,
после чего ей выпала возможность записать собственный альбом Aira Gaira Nathu Khaira, который однако позиционировался как детский.
После этого она начала тренироваться в пении под руководством Гаутама Мукерджи.
Через Сону Нигама она познакомилась с композитором Сандипом Чоута, который дал ей возможность спеть три песни в фильме «Любимая кинозвезда» Рама Гопала Вармы. Спетая в этом фильме, песня «Ruki Ruki» принесла ей первую номинацию на Filmfare Award за лучший женский закадровый вокал. В тот раз она не выиграла, но через год её наградили Премией Р. Д. Бурмана.
После этого на неё посыпались новые предложения и к 19 годам она записала почти 350 песен.

## Личная жизнь
В 18 лет Сунидхи влюбилась в хореографа и режиссёра Бобби Хана, которого встретила во время работы над альбомом Pehla Nasha.
Они поженились в 2002 году, но прожили вместе только 16 месяцев, после чего последовал развод.
Певица вышла замуж второй раз в 2012 за композитора Хитеша Соника, с которым встречалась предыдущие два года.
Они познакомились, когда ей было 15 лет, в студии звукозаписи, где Хитеш работал аранжировщиком у Вишала Бхардваджа.
1 января 2017 года певица родила сына.

## Частичная фильмография
Хинди
- 1996 — Shastra — «Ladki Deewani Dekho»
- 1999 — «Любимая кинозвезда»[англ.] — «Main Mast», «Suna Tha», «Ruki Ruki»
- 2000 — Champion — «Aisa Champion Kahan»
- 2000 — «В поисках брата» — «Mehboob Mere»
- 2000 — Kurukshetra — «Ban Than», «Ghagra»
- 2000 — «Миссия „Кашмир“»[англ.] — «Bumbro»
- 2001 — «Коварный незнакомец» — «Kasam Se Teri Aankhen», «Mehbooba Mehbooba», «Mujhko Neend Aa Rahi Hai», «Meri Zindagi Mein»
- 2001 — «Ашока»[англ.] — «Aa Tayar Hoja»
- 2001 — «Парочка №1»[англ.] — «Mast Mast», «Teri Bindiya»
- 2001 — «И в печали, и в радости» — «Say Shava Shava»
- 2001 — Yaadein — «Alaap», «Jab Dil Miley», «Yaadein Yaad Aati Hain»
- 2002 — «Свадебный переполох»[англ.] — «Dehradun Ka Choona Lagaya»
- 2002 — «У любви нет цены»[англ.] — «Awara Paagal Deewana», «Maine To Khai Kasam», «More Sawariya», «Ya Habibi»
- 2002 — «Человеческая подлость»[англ.] — «Ai Ajnabi», «Ye Taazgi Yeh Saadgi»
- 2002 — «Мечта афериста»[англ.] — «Bardaasht»
- 2002 — «Живи для меня» — «Pyar Mange»
- 2002 — «Чужой среди своих»[англ.] — «Baby Baby», «Ishq Samundar»
- 2002 — «Родная кровь»[англ.] — «Apun Ko To», «Deewana Deewana»
- 2002 — Road — «Khullam Khulla Pyar», «Pehli Nazar Mein», «Raste Raste», «Toofan Se»
- 2002 — «Мелодия любви»[англ.] — «Aa Bhi Ja», «Tu Dil Ki Khushi», «Dil Mein Jaagi Dhadkan Aise»
- 2003 — «Надежда»[англ.] — «Meri Zindagi Mein Aaye Ho»
- 2003 — «Призрак»[англ.] — «Bhoot Hoon Main», «Ghor Andhere»
- 2003 — «Самозванка» — «Main Ek Ladki»
- 2003 — Fun 2shh: Dudes in the 10th Century — «Fun2Shh»
- 2003 — «Я схожу с ума от любви»[англ.] — «Papa Ki Pari», «Sanjana I Love You»
- 2003 — «Братан Мунна: Продавец счастья»[англ.] — «Dekh Le»
- 2004 — «Противостояние»[англ.] — «Gela Gela Gela», «Aitraaz — I Want to Make Love to You»
- 2004 — «Байкеры» — «Dhoom Machaale»
- 2004 — «Честь» — «Dum Mast Mast», «Khaaya Piya», «Saiyan Mora Saiyan», «Marhaba»
- 2004 — «Подруга» — «Hamara Dil», «Suno To Jaana»
- 2004 — «Долг превыше всего»[англ.] — «Aisa Jadoo»
- 2004 — «Ну что, влюбился?» — «Main Hoon»
- 2004 — «Я рядом с тобой!» — «Gori Gori»
- 2004 — «Выходи за меня замуж» — «Jeene Ke Hain Chaar Din», «Kar Doon Kamaal», «Mujhse Shaadi Karogi»
- 2005 — «Ты свела меня с ума»[англ.] — «Dillagi Mein Jo Beet Jaaye», «Mar Jaavaan Mit Jaavaan»
- 2005 — «Банти и Бабли» — «Dhadak Dhadak»
- 2005 — «Час икс»[англ.] — «Cham Se», «Deedar De», «Saamne Aati Ho»
- 2005 — «Специи любви»[англ.] — «Dill Samander»
- 2005 — «Икбал»[англ.] — «Khelenge Khelenge»
- 2005 — «Глаз тигра»[англ.] — «Nassa Nassa», «Tauba Tauba»
- 2005 — «Как я полюбил» — «Teri Meri Love Story», «Ye Ladki»
- 2005 — «В водовороте неприятностей» — «Kalyug Ki Laila», «Mere Jaisa Koi Nahin»
- 2005 — «Загадка»[англ.] — «Phir Raat Kati»
- 2005 — «Ангел любви»[англ.] — «Kaisi Paheli Zindagani»
- 2005 — «Салам Намасте»[англ.] — «Whats Goin' On»
- 2005 — «Наперегонки со временем»[англ.] — «Chhup Jaa Chhup Jaa», «Do Me A Favour Let’s Play Holi», «Miraksam»
- 2006 — «Казино Чайна-Таун 36»[англ.] — «Aashiqui Meri», «24 X 7 Think of You»
- 2006 — «Погибший из-за любви»[англ.] — «Soniye», «Laagi Laagi»
- 2006 — «Наша мечта деньги»[англ.] — «Sania Badnaam»
- 2006 — «Ещё одно мгновение»[англ.] — «Ashq Bhi Muskuraye», «Dheemey Dheemey», «Hai Ishq Ye Kya Ek Khata»
- 2006 — «Байкеры 2: Настоящие чувства» — «Crazy Kiya Re»
- 2006 — «Дон. Главарь мафии» — «Ye Mera Dil»
- 2006 — «Слепая любовь» — «Dekho Na», «Mere Haath Mein»
- 2006 — «Гангстер: История любви»[англ.] — «Lamha Lamha»
- 2006 — «Веселые мошенники»[англ.] — «Rehja Re»
- 2006 — «Моя любимая» — «Udh Jaana Bro»
- 2006 — «Омкара» — «Beedi»
- 2006 — «Незадачливые бизнесмены»[англ.] — «Dil De Diya», «Pyar Ki Chatni»
- 2006 — «Предсказание» — «Punjabi Ankhonwali», «Saawan — The Love Season»
- 2006 — «После свадьбы» — «Deewane Dil Ko Jaane Jaa», «Shaadi Karke Phas Gaya Yaar», «Tujhi Se»
- 2007 — «Давайте танцевать!»[англ.] — «Aaja Nachle», «Koi Patthar Se Naa Maare», «Soniye Mil Ja»
- 2007 — «Любви прерванный полет»[англ.] — «Tanhaiyaan», «Tere Bina», «Ya Ali»
- 2007 — «Свадебное путешествие»[англ.] — «Pyaar Ki Yeh Kahani», «Sajnaaji Vaari Vaari»
- 2007 — «Украденная невинность»[англ.] — «Hum To Aise Hain», «Kachchi Kaliyaan»
- 2007 — «Намасте Лондон»[англ.] — «Yahi Hota Pyaar»
- 2007 — «Любовь по чужому сценарию»[англ.] — «Aye Dil Paagal Mere»
- 2007 — «Когда одной жизни мало» — «Deewangi Deewangi»
- 2007 — «Партнёр» — «Maria Maria»
- 2007 — «Все будет хорошо» — «Hey Shona»
- 2008 — «Берегитесь, красавицы»[англ.] — «Lucky Boy»
- 2008 — «Близкие друзья» — «Desi Girl», «Shut Up & Bounce»
- 2008 — «О Боже, ты велик!» — «Let’s Party»
- 2008 — «Алло, колл-центр слушает!» — «Apne Rab Ka Banda», «Karle Baby Dance Wance»
- 2008 — «Моё имя Энтони Гонсалвес»[англ.] — «Tere Bina», «Tum Mile», «Ya Baba»
- 2008 — «Эту пару создал Бог» — «Dance Pe Chance», «Dancing Jodi»
- 2008 — «Гонка» — «Dekho Nashe Mein», «Mujh Pe Jadoo», «Race Is On My Mind», «Race Saason Ki»
- 2009 — «Удивительная история странной любви» — «Main Tera Dhadkan Teri», «Oh By God»
- 2009 — «Невероятная любовь» — «Kambakkht Ishq»
- 2009 — «Негодяи» — «Raat Ke Dhai Baje»
- 2009 — «Любовь вчера и сегодня» — «Thoda Thoda Pyar», «Chor Bazaari»
- 2009 — «Шанс на удачу»[англ.] — «Yeh Aaj Kya Ho Gaya»
- 2009 — «Мистер и миссис Кханна» — «Happening», «Mrs. Khanna»
- 2009 — «Нью-Йорк»[англ.] — «Mere Sang»
- 2009 — «Папочка»[англ.] — «Hichki Hichki»
- 2009 — «Особо опасен» — «Ishq Vishq», «Tose Pyar Karte Hain»
- 2010 — «Сыграем свадьбу»[англ.] — «Ainvayi Ainvayi»
- 2010 — Do Dooni Chaar — «Baaja Bajaye»
- 2010 — «Веселые мошенники 3»[англ.] — «Desi Kali»
- 2010 — «Мольба»[англ.] — «Udi»
- 2010 — «Я ненавижу истории любви» — «Bin Tere»
- 2010 — «Хочешь жить – умей вертеться!»[англ.] — «Sajde»
- 2010 — «Однажды в Мумбаи»[англ.] — «Parda»
- 2010 — «Король обмана»[англ.] — «Sheila Ki Jawani»
- 2010 — «Вир — герой народа» — «Surili Akhiyon Wale»
- 2011 — «Свадьба Тану и Ману»[англ.] — «Manu Bhaiya»
- 2011 — «Грязное кино»[англ.] — «Honeymoon Ki Raat», «Ishq Sufiyana»
- 2012 — «Огненный путь» — «Gun Gun Guna» (дуэт с Удит Нараян)
- 2012 — «Барфи!»[англ.] — «Kyon»
- 2012 — «Коктейль»[англ.] — «Yaariyan»
- 2012 — «Инглиш-винглиш»[англ.] — «Navrai Majhi»
- 2012 — «Актриса»[англ.] — «Halkat Jawani»
- 2012 — «Мятежники любви» — «Chokra Jawaan»
- 2012 — «Джокер» — «Kafirana»
- 2012 — «Студент года»[англ.] — «The Disco Song»
- 2012 — «Узелок на память»[англ.] — «Fann Ban Gayi»
- 2012 — «Донор Вики»[англ.] — «Mar Jayian»
- 2013 — «Огни большого города»[англ.] — «Apna Bombay Talkies»
- 2013 — «Ченнайский экспресс» — «Kashmir Main Tu Kanyakumari»
- 2013 — «Байкеры 3» — «Kamli»
- 2013 — Ek Thi Daayan — «Yaaram»
- 2013 — «Дело было в Мумбае»[англ.] — «Tu Hi Khwahish»
- 2013 — «Гонка 2» — «Be Intehaan»
- 2013 — «Настоящий индийский роман»[англ.] — «Tere Mere Beech Mein»
- 2013 — «Средь бела дня»[англ.]' — «Kaun Mera»
- 2013 — «Эта сумасшедшая молодежь»[англ.] — «Dilliwaali Girlfriend»
- 2014 — «Она улыбается, она в западне!» — «Punjabi Wedding Song»
- 2014 — «Шоссе»[англ.] — «Tu Kuja»
- 2014 — Mardaani — «Mardaani Anthem»
- 2014 — «Мэри Ком»[англ.] — «Adhure»
- 2014 — «Красотка» — «Engine Ki Seeti», «Baal Khade»
- 2014 — «С Новым годом!» — «Dance Like a Chammiya» (дуэт с Вишал Дадлани)
- 2014 — «Цвета страсти»[англ.] — «Rang Rasiya», «Kahe Sataye»
- 2014 — «В самое сердце»[англ.] — «Bol Beliya»
- 2015 — «Невеста-плутовка»[англ.] — «Phatte Tak Nachna»
- 2015 — «Пику»[англ.] — «Piku»
- 2015 — «Пусть сердце бьётся»[англ.] — «Girls Like To Swing»
- 2015 — «Свадьба Тану и Ману. Возвращение»[англ.] — «Move On»
- 2016 — «Последний раунд»[англ.] — «Jhalli Pathaka»
- 2016 — Fitoor — «Tere Liye», «Ranga Re»
- 2016 — «Нирджа» — «Aisa Kyun Maa»
- 2016 — Rocky Handsome — «Titliyan»
- 2017 — Rangoon — «Bloody Hell», «Tippa»
- 2017 — Naam Shabana — «Zinda»
- 2017 — Munna Michael — «Pyar Ho» (дуэт с Вишал Мишра)
- 2017 — «Когда Гарри встретил Седжал» — «Radha», «Butterfly»
- 2017 — Haseena Parkar — «Piya Aa»
- 2017 — «Тайная суперзвезда»[англ.] — «Gudgudi»
- 2018 — Veere Di Weddingg — «Hatt Ja Tau»
- 2018 — October — «Manwaa»
- 2018 — Raazi — «Ae Watan»
- 2018 — «Санджу» — «Main Badhiya Tu Bhi Badhiya» (дуэт с Сону Нигам)
- 2018 — Fanney Khan — «Mohabbat», «Halka Halka Suroor»

Остальные языки
- 2010 — Kedi (тел.) — «Kedigaadu»
- 2011 — «Запретные желания» (тел.) — «Nath Nath»
- 2014 — «Арьян»[англ.] (канн.) — «Kannada Mannina» (дуэт с Пунит Раджкумар)
- 2014 — «Отступник»[англ.] (там.) — «Jingunamani» (дуэт с Ранджитом)
- 2014 — Maan Karate (там.) — «Darling Dumbakku…» (дуэт с Benny Dayal)
- 2014 — «Кинжал» (там.) — «Selfie Pulla» (дуэт с Виджаем)

Дублированные версии
- 2013 — «Байкеры 3» — «Kamli», «Nemali» (тамильские и телугуязычные версии)
- 2015 — «Вирус мести» (там.) — «Tum Todo Na» (хиндиязычная версия)

## Награды
- 2005 — Zee Cine Award за лучший женский закадровый вокал — «Байкеры» — «Dhoom Machale»[10]
- 2005 — IIFA Award за лучший женский закадровый вокал — «Байкеры» — «Dhoom Machale»[11]
- 2007 — IIFA Award за лучший женский закадровый вокал — «Омкара» — «Beedi Jalaile»[12]
- 2007 — Screen Award за лучший женский закадровый вокал — «Омкара» — «Beedi Jalaile»[13]
- 2007 — Filmfare Award за лучший женский закадровый вокал — «Омкара» — «Beedi Jalaile»
- 2011 — Filmfare Award за лучший женский закадровый вокал — «Король обмана»[англ.] — «Sheila Ki Jawani»[14][15]
- 2011 — Star Guild Award за лучший женский закадровый вокал — «Король обмана» — «Sheila Ki Jawani»[16]
- 2012 — Mirchi Music Award за лучший женский вокал — «Грязное кино»[англ.] — «Ishq Sufiyana»[17]